# Jugoslaviens upplösning

En animerad serie av kartor som visar SFR Jugoslaviens upplösning till 2008. De olika färgerna representerar kontrollområdena.

Jugoslaviens upplösning hänvisar till en rad konflikter och politiska omvälvningar som från juni 1991 och framåt resulterade i upplösningen av SFR Jugoslavien.
SFR Jugoslavien var en mångnationell och mångkulturell federation som sträckte sig från Centraleuropa till Balkan – en region med en historia av etniska konflikter. Landet bestod av sex regionala republiker och två autonoma provinser som var fördelade längs ungefärliga etniska linjer och som under 1990-talet splittrades upp i flera självständiga länder. Dessa åtta federala enheter var de sex republikerna: Slovenien, Kroatien, Bosnien och Hercegovina, Makedonien, Montenegro, Serbien och två autonoma provinser inom Serbien: Kosovo och Vojvodina.
Med Bosniens demografiska struktur innefattande en population på nästan 50% serber och kroater och med idéer om självständighet vilande med etniciteterna snarare än hela nationen, blev kontroll av territoriet återigen öppet för tolkning. En tvist mellan Bosnien, Kroatien och Serbien om landsområdets rätta ägare ledde till jugoslaviska krigen.
Serbien och Montenegro kvarstod från april 1992 som delstater i Förbundsrepubliken Jugoslavien, som i februari 2003 upplöstes. I stället bildades Staten Serbien och Montenegro, som upplöstes då Montenegro blev en självständig stat i juni 2006, sedan majoriteten av montenegrinerna vid en folkomröstning i maj samma år sagt ja till självständighet.